# Hadrosaurus
Hadrosaurus (do grego ἁδρός σαῦρος "lagarto corpulento") foi um dinossauro herbívoro e semi-bípede que viveu no fim do período Cretáceo. Habitou a América do Norte, tinha de 8 a 10 metros de comprimento, 4,6 metros de altura e pesava cerca de 3,2 toneladas.
O primeiro esqueleto parcial de Hadrosaurus foi encontrado em 1856 por William Parker Foulke em escavações de um depósito de calcário em Haddonfield, Nova Jersey, Estados Unidos. Foi descrito por Joseph Leidy em 1858.

## Descobertas
Em 2007 cientistas associados à National Geographic anunciaram a descoberta de um dinossauro mumificado, cujos restos incluem ossos, pele e músculos parcialmente conservados.
A descoberta do Hadrosaurus, de quase oito metros e com 67 milhões de anos, é "um dos achados mais importantes dos últimos tempos", informou a instituição em comunicado.
Os cientistas encontraram o dinossauro no estado de Dakota do Norte, em 2000, e deram a ele o nome de Dakota. Os restos foram submetidos a um estudo meticuloso. E os resultados da pesquisa permitirão saber com mais certeza como era a pele dos animais e em que velocidade eles se deslocavam, explicou a entidade. Embora os especialistas comparem Dakota a uma múmia, seus restos foram achados fossilizados em pedra, inclusive os seus ligamentos, tendões e, possivelmente, até órgãos internos.

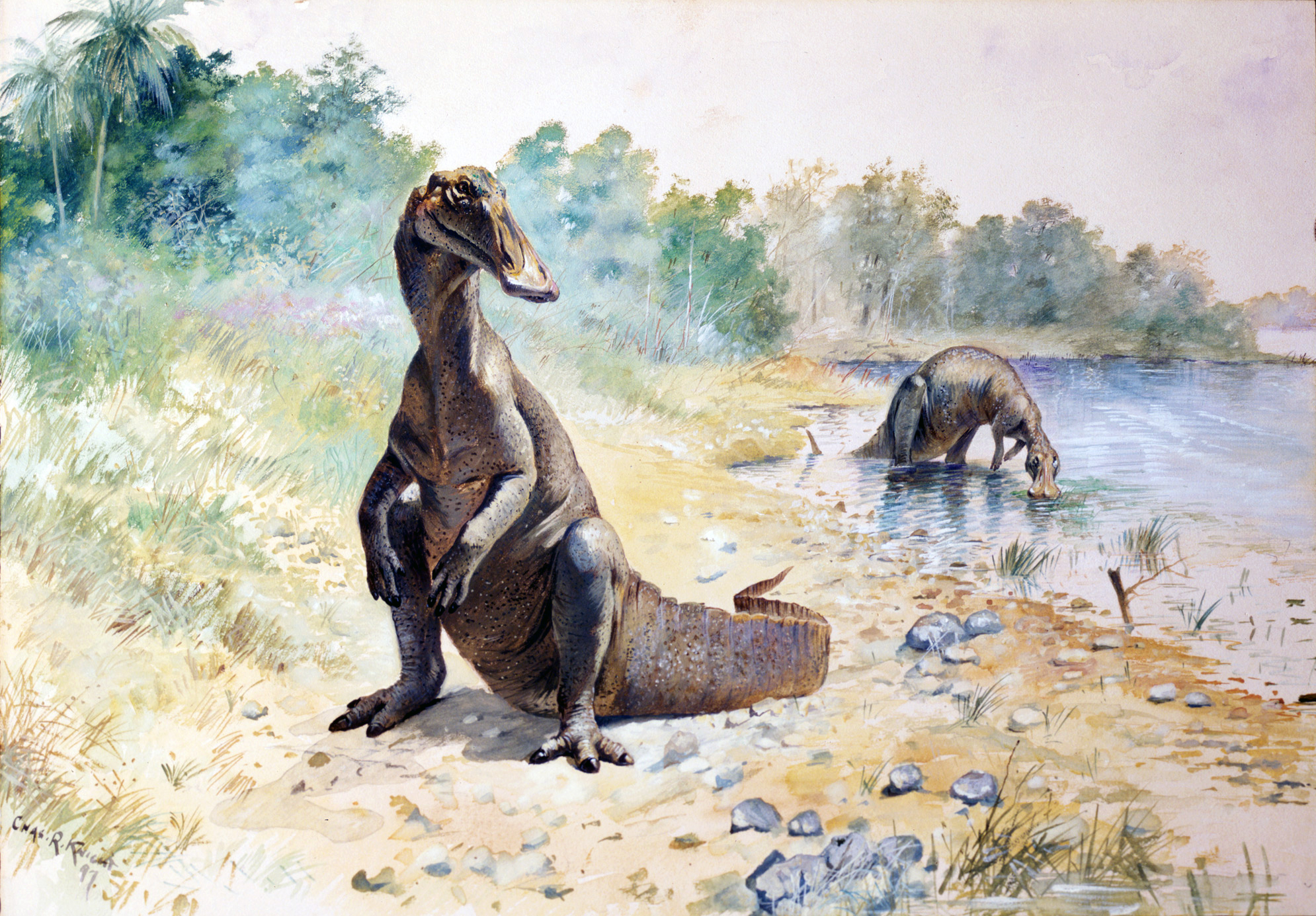
Esse desenho anatomicamente incorreto mostra como se acreditava ser a aparência de um Hadrosaurus na época em que o animal foi descoberto.

### Possível sobrevivente
Em 2011, uma equipe da Universidade de Alberta (Canadá) usando um novo método de datação à base de urânio (U-Pb, sigla em inglês de “uranium lead”) em um fóssil de Hadrosaurus encontrado no Novo México afirmaram que alguns animais sobreviveram mais de 700 mil anos após o impacto que extinguiu os dinossauros ocorrido há 65 milhões de anos. Segundo o grupo, os dinossauros não foram extintos por conta do asteróide. Larry Heaman, do Departamento de Ciências Terrestres e Atmosféricas da Universidade, diz que os pesquisadores consideram várias razões que explicariam por que o Hadrosaurus sobreviveu ao evento que ocorreu no período Cretáceo. Ele supõe que a vegetação não tenha sumido em algumas áreas, o que possibilitaria a sobrevivência desses dinossauros, que se alimentavam de plantas.

## Descrição

Comparação entre o tamanho de um Hadrosaurus e um humano

Hadrosaurus eram animais de grande porte que cresciam até 7 a 8 metros e pesavam de 2 a 4 toneladas. Conforme Prieto-Márquez, Hadrosaurus pode ser distinguido por ter uma crista peitoral encurtada que é um pouco mais de 40% do comprimento total do úmero, uma crista deltopeitoral que é desenvolvida a partir do eixo do úmero, fazendo com que a borda laterodistal exiba uma ampla faceta lateral, um ponto mais baixo da crista supra-acetabular localizado acima da borda lateral, da parte posterior até a parte inferior da tuberosidade posterior do pedúnculo isquiático do ílio, uma crista supra-acetabular encurtada da frente para trás, com sua largura sendo metade do comprimento da placa ilíaca média.
Como na maioria dos hadrossauros, os membros anteriores não eram tão robustos quanto os posteriores, mas eram longos o suficiente para serem usados em pé ou em movimento. O espécime do holótipo era um animal relativamente grande no momento da morte, com um fêmur de 1,05 metro de comprimento e uma tíbia de 93,3 centímetros de comprimento. A maioria dos elementos preservados apresenta uma composição marcadamente robusta, sendo a fíbula uma das mais robustas entre os hadrossauros.